# زیردریایی یو-۱۲۰۰
زیردریایی یو-۱۲۰۰ (به انگلیسی: German submarine U-1200) یک زیردریایی بود که طول آن ۶۷٫۱ متر (۲۲۰ فوت ۲ اینچ) بود. این زیردریایی در سال ۱۹۴۳ ساخته شد.